# Boy Meets Girl (Band)
Boy Meets Girl ist ein US-amerikanisches Pop-Duo, bestehend aus George Merrill (Keyboard, Gesang) und Shannon Rubicam (Gesang).

## Geschichte
Das gleichnamige Debütalbum erschien 1985. Mit der daraus ausgekoppelten Single Oh Girl schaffte das Duo mit dem 39. Platz in den US-Charts einen ersten Achtungserfolg.
Der größte Erfolg gelang 1988 mit dem Song Waiting for a Star to Fall aus dem zweiten Album Reel Life, welcher es bis auf Position fünf in den US-Charts schaffte. Aus demselben Album wurde zudem noch die Single Bring Down the Moon ausgekoppelt, welche den 47. Platz in den US-Charts erreichte.
Das 1991 bereits fertiggestellte dritte Album New Dream wurde seinerzeit aufgrund einer gerade stattfindenden Reorganisation der Plattenfirma RCA nicht mehr veröffentlicht. Später aufgetauchte einzelne Demo-CD-Kopien des Albums erreichten deshalb bei einer Ebay-Versteigerung Werte von bis zu 700 US-$. Im Jahr 2004 erfolgte nach einem Remastering dann doch noch die Veröffentlichung dieses Albums.
Auch nach der privaten Trennung des Paares im Jahr 2000 blieb die musikalische Zusammenarbeit bestehen, so dass 2003 das vierte Album The Wonderground produziert werden konnte.
Neben den musikalischen Arbeiten für ihr eigenes Duo komponierten Merrill und Rubicam auch Songs für verschiedene andere Künstler, darunter für Whitney Houston die Hits I Wanna Dance with Somebody (Who Loves Me) und How Will I Know.
Waiting for a Star to Fall wurde 2005 von den Bands Cabin Crew und Sunset Strippers für eigene Songs gesampelt.

## Diskografie

### Studioalben
| Jahr | Titel            | Höchstplatzierung, Gesamtwochen, AuszeichnungChartplatzierungen (Jahr, Titel, Platzierungen, Wochen, Auszeichnungen, Anmerkungen) | Höchstplatzierung, Gesamtwochen, AuszeichnungChartplatzierungen (Jahr, Titel, Platzierungen, Wochen, Auszeichnungen, Anmerkungen) | Höchstplatzierung, Gesamtwochen, AuszeichnungChartplatzierungen (Jahr, Titel, Platzierungen, Wochen, Auszeichnungen, Anmerkungen) | Höchstplatzierung, Gesamtwochen, AuszeichnungChartplatzierungen (Jahr, Titel, Platzierungen, Wochen, Auszeichnungen, Anmerkungen) | Höchstplatzierung, Gesamtwochen, AuszeichnungChartplatzierungen (Jahr, Titel, Platzierungen, Wochen, Auszeichnungen, Anmerkungen) | Anmerkungen                             |
| Jahr | Titel            | DE | AT | CH | UK | US | Anmerkungen                             |
| ---- | ---------------- | --- | --- | --- | --- | --- | --------------------------------------- |
| 1985 | Boy Meets Girl   | — | — | — | — | US76 (12 Wo.)US | Erstveröffentlichung: Mai 1985          |
| 1988 | Reel Life        | — | — | — | UK74 (1 Wo.)UK | US50 (26 Wo.)US | Erstveröffentlichung: 18. November 1988 |
| 1990 | New Dream        | — | — | — | — | — | Erstveröffentlichung: 1990              |
| 2003 | The Wonderground | — | — | — | — | — | Erstveröffentlichung: 2003              |

### Singles
| Jahr | Titel Album                          | Höchstplatzierung, Gesamtwochen, AuszeichnungChartplatzierungen (Jahr, Titel, Album, Platzierungen, Wochen, Auszeichnungen, Anmerkungen) | Höchstplatzierung, Gesamtwochen, AuszeichnungChartplatzierungen (Jahr, Titel, Album, Platzierungen, Wochen, Auszeichnungen, Anmerkungen) | Höchstplatzierung, Gesamtwochen, AuszeichnungChartplatzierungen (Jahr, Titel, Album, Platzierungen, Wochen, Auszeichnungen, Anmerkungen) | Höchstplatzierung, Gesamtwochen, AuszeichnungChartplatzierungen (Jahr, Titel, Album, Platzierungen, Wochen, Auszeichnungen, Anmerkungen) | Höchstplatzierung, Gesamtwochen, AuszeichnungChartplatzierungen (Jahr, Titel, Album, Platzierungen, Wochen, Auszeichnungen, Anmerkungen) | Anmerkungen                         |
| Jahr | Titel Album                          | DE | AT | CH | UK | US | Anmerkungen                         |
| ---- | ------------------------------------ | --- | --- | --- | --- | --- | ----------------------------------- |
| 1985 | Oh Girl Boy Meets Girl               | — | — | — | — | US39 (13 Wo.)US | Erstveröffentlichung: 1985          |
| 1988 | Waiting for a Star to Fall Reel Life | DE22 (11 Wo.)DE | — | — | UK9 Gold · (17 Wo.)UK | US5 (25 Wo.)US | Erstveröffentlichung: 10. Juni 1988 |
| 1989 | Bring Down the Moon Reel Life        | — | — | — | UK92 (2 Wo.)UK | US49 (11 Wo.)US | Erstveröffentlichung: 1989          |

Weitere Singles
- 1985: The Touch
- 1986: Heartbreaker
- 1989: Stormy Love